# John Sanderson
 (juillet 2015).
Si vous disposez d'ouvrages ou d'articles de référence ou si vous connaissez des sites web de qualité traitant du thème abordé ici, merci de compléter l'article en donnant les références utiles à sa vérifiabilité et en les liant à la section « Notes et références ».
John Murray Sanderson, né le 4 novembre 1940 à Geraldton, est un militaire et homme d'État australien. Il est commandant en chef de l'armée de terre australienne de 1995 à 1998 et gouverneur d'Australie-Occidentale de 2000 à 2005.

## Biographie
Il entre, après ses études secondaires à la Bunbury High School au Collège militaire royal de Duntroon en 1958. Il en est diplômé en 1961 et est affecté au corps des ingénieurs (Royal Australian Engineers) en décembre 1961.
En octobre 1991, Sanderson est affecté directement dans le processus des Nations unies pour ramener la paix au Cambodge, d'abord comme conseiller auprès du secrétaire général de l'Organisation des Nations unies, puis à partir de mars 1992, avec le grade de lieutenant-général, comme commandant en chef de la force militaire de 16 000 hommes de l'Autorité provisoire des Nations unies au Cambodge (APRONUC).
Après l'achèvement réussi de sa mission en octobre 1993, Sanderson est nommé premier commandant des forces conjointes d'Australie (maintenant le CJOPS) et devient chef d'état-major général en juin 1995. Ce poste est renommé en chef de l'armée de terre en 1997 et Sanderson l'occupe jusqu'à sa retraite de l'armée le 23 juin 1998.
Le 18 août 2000, il devient le 32e gouverneur d'Australie-Occidentale. Il prend sa retraite en juin 2005 après l'expiration de son mandat mais accepte de rester en poste jusqu'au 31 octobre 2005 pour aider à la transition avec le nouveau gouverneur. Son successeur est Ken Michael qui prête serment le 18 janvier 2006.